# San Luigi Maria Grignion de Montfort
San Luigi Maria Grignion de Montfort är en kyrkobyggnad och titelkyrka i Rom, helgad åt den helige Louis-Marie Grignion de Montfort (1673–1716). Kyrkan är belägen vid Viale dei Monfortani i quartiere Primavalle och tillhör församlingen San Luigi Maria Grignion de Montfort.
Vid kyrkan har Monfortanerna sin generalkuria.

## Historia
Kyrkan uppfördes efter ritningar av arkitekten Francesco Romanelli och konsekrerades av kardinalvikarie Angelo Dell'Acqua den 30 juni 1970.

## Titelkyrka
Kyrkan stiftades som titelkyrka av påve Johannes Paulus II år 1991.
Kardinalpräster
- Robert-Joseph Coffy: 1991–1995
- Serafim Fernandes de Araújo: 1998–2019
- Felipe Arizmendi Esquivel: 2020–

## Kommunikationer
- Busshållplats Monfortani – Roms bussnät